# ایستون (کمبریج‌شر)
ایستون (به انگلیسی: Easton) یک روستا و محله مدنی در بریتانیا است که در هانتینگدونشر واقع شده‌است. ایستون ۱۶۹ نفر جمعیت دارد.